# Boysetsfire
Boysetsfire ist eine US-amerikanische Post-Hardcore-Band aus Newark (Delaware), USA.

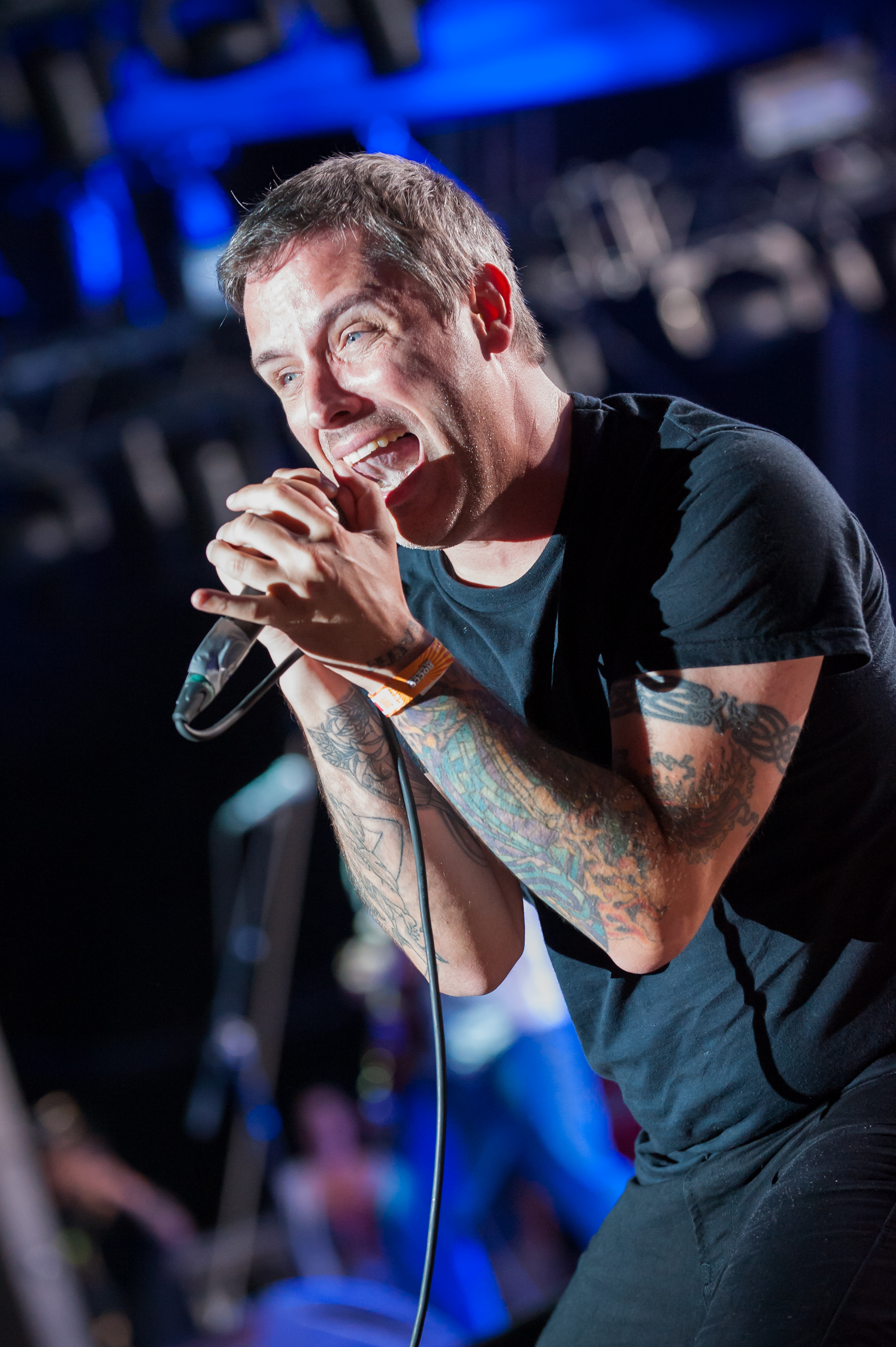
Sänger und Gründungsmitglied Nathan Gray, 2012 beim Rockfestival Rocco del Schlacko

## Geschichte
Die Band gründete sich 1994 und nahm bald danach zwei Demos auf, die an verschiedene Musiklabels geschickt wurden. Nachdem nur Absagen zurückkamen, mieteten sich die Bandmitglieder einen Kleinbus und tourten durch die USA. Während des mehrere Jahre andauernden Vagabundenlebens nahmen sie weitere Demos auf und erspielten sich einen kleinen Fanstamm. Die EPs This Crying This Screaming, My Voice is Being Born und Consider wurden während dieser Zeit aufgenommen und in sehr geringen Stückzahlen verkauft. So wurden von This Crying, This Screaming, My Voice Is Being Born nur 700 Exemplare hergestellt, von denen wiederum nur 250 ein Booklet hatten. Der geringe Erfolg zwang die Band, The Day the Sun Went Out für nur 1.200 US $ aufzunehmen.
Nach einer ersten Europatour nahmen sie After the Eulogy auf, mit dem der Durchbruch gelang. Die Band war zwar weiterhin nur einer kleinen Szene bekannt, diese umspannte inzwischen aber fast die gesamte Welt. boysetsfire spielten ausverkaufte Konzerte in den USA und Deutschland. Der kommerzielle Erfolg kam 2003 mit dem Album Tomorrow Come Today, das auf Wind-Up Records veröffentlicht wurde. Boysetsfire machten ausgedehnte Touren durch Europa und spielten auf größeren Festivals wie auch auf dem Lollapalooza.
Kurz nach der Veröffentlichung des Albums verließ der Bassist Rob Avery die Band und wurde durch Robert Ehrenbrand ersetzt, der zuvor bei der deutschen Hardcore-Band My Hero Died Today gespielt hatte.
Als sie 2004 den Nachfolger zu Tomorrow Come Today aufnahmen, kam es zu Meinungsverschiedenheiten mit der Plattenfirma, da diese befürchtete, dass die neuen Lieder zu wenig radiotauglich seien und der Gruppe einen Co-Songschreiber zur Seite stellen wollte. Die Band trennte sich vom Label und tourte längere Zeit durch die USA und Europa.
Im September 2005 fand die Band bei Equal Vision Records (für die USA) und Burning Heart Records (für den Rest der Welt) ein neues Zuhause. Am 24. Februar 2006 wurde in Deutschland ihr viertes Album The Misery Index: Notes from the Plague Years veröffentlicht.
Am 18. Oktober 2005 wurde das Debütalbum The Day the Sun Went Out bei Equal Vision Records/Burning Heart Records erneut veröffentlicht. Am 1. November 2005 erschien eine Compilation namens Before the Eulogy, die B-Seiten, Singles und Raritäten enthält.
Am 7. Juni 2006 erschien das Album The Misery Index in Japan über Solitary Man Records, im Juli wurde angekündigt, dass die Band sich trennen werde.
Auf der Homepage der Band wurde kurz darauf bekannt gegeben, dass sich Gitarrist Joshua Latshaw bei einem Arbeitsunfall auf einer Baustelle schwer verletzt hat (gebrochenes Genick, zwei gebrochene Halswirbel und eine kollabierte Lunge). Die Europa-Tour wurde mit einem Ersatzgitarristen fortgesetzt. Das bereits vor dem Unfall geplante Abschiedskonzert der Band in den USA wurde daraufhin verschoben.
Im Mai 2007 tourte die Band ein vorerst letztes Mal durch Europa. Die beiden Abschiedskonzerte fanden am 8. und 9. Juni im Trocadero Theatre in Philadelphia, PA statt und markierten das vorläufige Ende der Bandkarriere. Die gesamte Abschiedstour wurde von einem Filmteam begleitet. Eine DVD mit dem Philadelphia-Konzert vom 9. Juni 2007 erschien unter dem Titel „Farewell Show“ am 30. September 2009, während eine geplante DVD mit Konzertmitschnitten der Europatournee noch aussteht.
Anfang 2007 gründeten Sänger Nathan Gray und Gitarrist Joshua Latshaw die Band The Casting Out. Joshua Latshaw stieg jedoch kurz darauf auf Grund von gesundheitlichen Problemen wieder aus. Ende 2007 wurde das vorläufige Ende dieser Band zugunsten anderer Projekte verkündet.
Boysetsfire gaben am 5. Oktober 2010 auf ihrer Facebook-Seite ihre Reunion bekannt. Das erste Konzert nach der Reunion fand am 5. Dezember 2010 im Rahmen der Telekom Extreme Playgrounds in Berlin statt. Eine mehrwöchige Tour durch Europa folgte im Sommer 2011. Am 28. August 2011 gaben sie auf ihrer Facebook-Seite bekannt, dass sie nach ihrer Tour mit der Aufnahme eines neuen Albums beginnen.
Am 28. November 2011 gaben Boysetsfire den Ausstieg ihres Bassisten Robert Ehrenbrand bekannt. Nachfolger wurde Marc Krupanski, der Bruder des Schlagzeugers Matt Krupanski. Im Dezember 2012 gab Boysetsfire bekannt, dass Matt und Marc Krupanski die Band verlassen werden. Weiterhin wurde bekannt gegeben, dass Robert Ehrenbrand seinen Ausstieg zurückgezogen hat und sich fortan mit Neuzugang Chris Rakus die Rolle des E-Bassisten teilt. Als weiteres neues Mitglied wurde Dan Pelic am Schlagzeug vorgestellt.
Am 7. Juni 2013 wurde das Album While a Nation Sleeps… veröffentlicht. Im Herbst 2014 tourten Boysetsfire anlässlich ihres zwanzigjährigen Bandjubiläums durch Hamburg, Köln, Berlin, Leipzig und Wien. Auf dieser Tour spielte die Band jeweils an drei aufeinanderfolgenden Tagen in jeder Stadt, außer Leipzig, die drei Alben After the Eulogy, Tommorrow Come Today und The Misery Index von Anfang bis Ende.
Am 21. August 2015 fand in Köln das von boysetsfire veranstaltete Family First Festival statt, auf dem sie mit den befreundeten Künstlern/Bands Chuck Ragan, Funeral for a Friend, Adam Angst und War On Women auftraten. Am 25. September 2015 erschien das selbstbetitelte Album boysetsfire. Im Oktober folgte eine zwölftägige Europatour mit Silverstein, Great Collapse und Templeton Pek.
Im März 2016 kündigte die Band via Facebook an, nach den Shows im Sommer des Jahres eine Pause einzulegen. Im Herbst 2017 kündigen Boysetsfire via Facebook eine Wiederauflage des Family First Festivals in Köln für Februar 2018 an. Die Band arrangierte hierfür unter anderem Dave Hause & The Mermaid, Fjort, Great Collapse und Coldburn.
Für den November und Dezember 2019 sind anlässlich ihres 25-jährigen Bestehens fünf Konzerte in Deutschland und Österreich angekündigt.
Im Juli 2024 gab Nat Gray bekannt, dass die für Anfang Oktober anberaumten Europa-Termine die letzten Konzerte mit Gray als Frontperson sein würden, da sich Gray auf ihr neues Projekt The Iron Roses konzentrieren wolle.

## Bandname
Die Band änderte mehrfach die Schreibweise ihres Bandnamens von Boy Sets Fire über BoySetsFire zu boysetsfire. 2013 lautete die Schreibweise auf dem Albumcover auch BOYSETSFIRE. Der Name ist an den Roman „The Boy Who Set the Fire“ von Mohammed Mrabet angelehnt und bedeutet übersetzt „Der Junge, der das Feuer legte“.

## Diskografie

### Demos und EPs
- 1994: Boy Sets Fire (Demo)
- 1995: Premonition, Change, Revolt (Demo)
- 1996: This Crying, This Screaming, My Voice Is Being Born (EP) (Magic Bullet Records)
- 1996: Consider (7")
- 1998: In Chrysalis (EP) (Initial Records)
- 2001: Suckerpunch Training (EP) (Join the Team Player Records)
- 2002: Live for Today (EP) (Wind-Up Records)
- 2013: Bled Dry (EP) (7")

### Alben
- 2003: Tomorrow Come Today (Wind-Up Records)

### Independent-Alben
- 1997: The Day the Sun Went Out (Initial Records)
- 2000: After the Eulogy (Victory Records)
- 2005: The Day the Sun Went Out (Remastered) (Equal Vision Records)
- 2005: Before the Eulogy [reissues.odds and ends.rarities] (B-Seiten und Raritäten, Equal Vision Records)
- 2006: The Misery Index: Notes from the Plague Years (Equal Vision Records/Burning Heart Records)
- 2013: While a Nation Sleeps… (End Hits Records/Bridge 9 Records)
- 2015: Boysetsfire (End Hits Records/Bridge 9 Records)

### Split-Alben
- 1999: Boysetsfire vs. Snapcase
- 2000: Crush ’Em All Series, Vol. 1 (7", Split-EP mit Shai Hulud) (Undecided Records)
- 2000: Coalesce / Boy Sets Fire (Split-EP)
- 2014: Funeral for a Friend / Boy Sets Fire
- 2015: Boysetsfire / KMPFSPRT (Split-EP mit 2 Coverversionen zur Unterstützung von Sea Shepherd) (7")